# Dalkey
Dalkey (Deilginis en irlandais) est un village au sud du comté de Dublin en Irlande. Il a été fondé à l'origine comme un camp Viking et est devenu un port important au Moyen Âge. D'après John Clyn (en), Dalkey est un des points d'entrée de la peste en Irlande au milieu du XIVe siècle. De nos jours, Dalkey est devenu une banlieue côtière prospère de Dublin et une attraction touristique.
Le nom de la ville vient de l'île de Dalkey (Dalkey Island) au large. Le nom est une adaptation du mot Irlandais, Deilginis (« Île épine »). Les vikings ont ajouté leur propre mot pour île - øy - à la première syllabe de mot original. (Le même suffixe « -ey » est également présent dans d'autres noms de villes irlandais).
Dalkey est la ville d'origine de deux célèbres écrivains irlandais : le romancier Maeve Binchy et le dramaturge Hugh Leonard. Dalkey est également le théâtre de nombreux écrits de Flann O'Brien dont L'Archiviste de Dublin.
Jadis une banlieue endormie, Dalkey développa sa réputation de « Beverley Hills » de Dublin quand plusieurs figures irlandaises et internationales y ont acheté des propriétés durant les années 1990 comme Bono, le chanteur de U2, l'artiste de musique celtique Enya ou le musicien Chris de Burgh.
Dalkey est desservi par le DART et est situé à environ 30 minutes du centre de Dublin.
La ville de Dalkey compte 8 405 habitants.

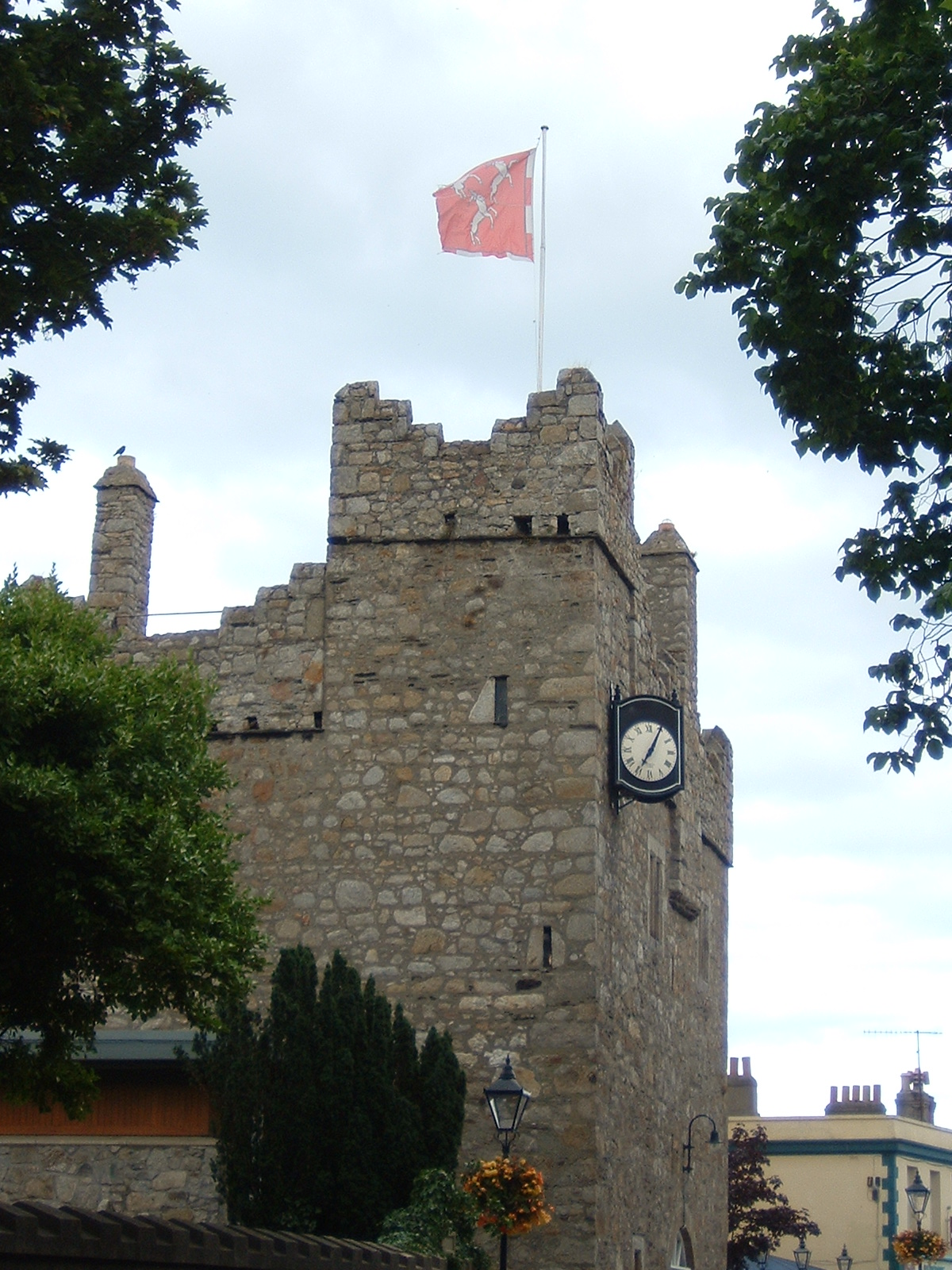
Le château de Dalkey.

## Source
- (en) John Martin, Dalkey : An Illustrated history, Dublin, Eastwood Books, 2025, 176 p. (ISBN 978-1-916742-68-0).